# Agnieszka Holland

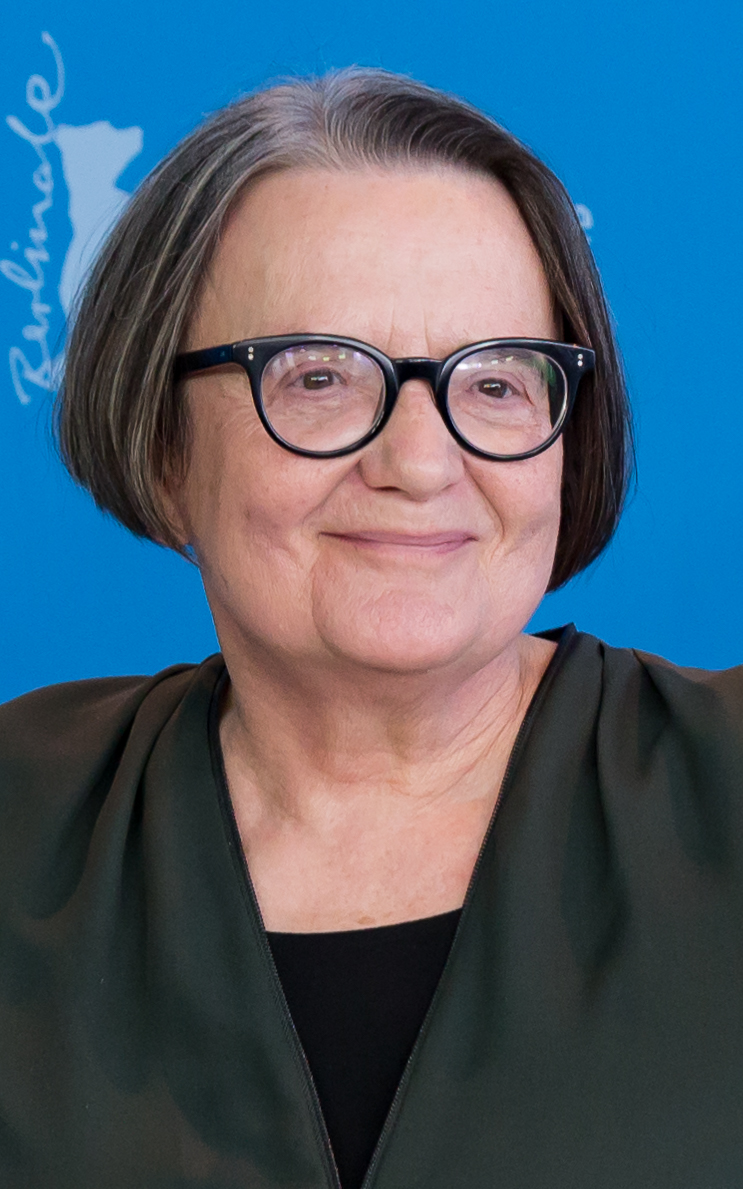
Agnieszka Holland im Februar 2017 auf der Berlinale

Agnieszka Holland (* 28. November 1948 in Warschau) ist eine polnische Filmregisseurin und Drehbuchautorin. Sie erhielt für ihre Arbeiten, darunter Hitlerjunge Salomon (1990) und Green Border (2023), zahlreiche Auszeichnungen und war ab Dezember 2020 Vorsitzende der Europäischen Filmakademie. Ihre Filme zeichnen sich durch die Fokussierung auf individuelle Erfahrungen vor dem Hintergrund politischer Ereignisse aus und kritisieren oft sowohl nazistische als auch kommunistische Verbrechen.

## Leben und Werk
Holland studierte Filmregie an der Prager Filmfakultät. Ihre Karriere begann sie als Regieassistentin von Krzysztof Zanussi und Andrzej Wajda. Für Wajda schrieb sie einige Drehbücher, unter anderem nach der gleichnamigen Novelle von Rolf Hochhuth für Eine Liebe in Deutschland, und arbeitete mit Jean-Claude Carrière an Wajdas Film Danton.
Mit ihrer Regiearbeit Fieber (Gorączka) gewann sie 1981 den Hauptpreis beim Polnischen Filmfestival und war sie im Wettbewerb der Berlinale 1981 vertreten. Ihre Hauptdarstellerin Barbara Grabowska gewann den Silbernen Bären als beste Darstellerin. Kurz vor der Verhängung des Kriegsrechts in Polen 1981 emigrierte Agnieszka Holland nach Paris, wo sie bis heute lebt. Ihre erste Regiearbeit nach der Emigration, die deutsche Produktion Bittere Ernte mit Armin Mueller-Stahl in der Hauptrolle, war 1986 als bester fremdsprachiger Film für einen Oscar nominiert. Ihr in Deutschland wohl bekanntester Film ist Hitlerjunge Salomon, der ihr einen Golden Globe als bester fremdsprachiger Film sowie eine Oscar-Nominierung für das beste Drehbuch einbrachte. Als die Jury, die die deutschen Nominierungen für den Oscar vornimmt, sich weigerte, den Film zu nominieren, löste dies in Deutschland eine Kontroverse aus; sie wurde vom Produzenten Artur Brauner sogar des Antisemitismus bezichtigt.
1993 gelang Holland der Sprung in die USA, als Francis Ford Coppola ihren Film Der geheime Garten nach dem gleichnamigen Kinderbuch von Frances Hodgson Burnett produzierte. Seitdem dreht sie dort mit amerikanischen Schauspielern, aber wie bei The Healer mit europäischem Produktionskapital.

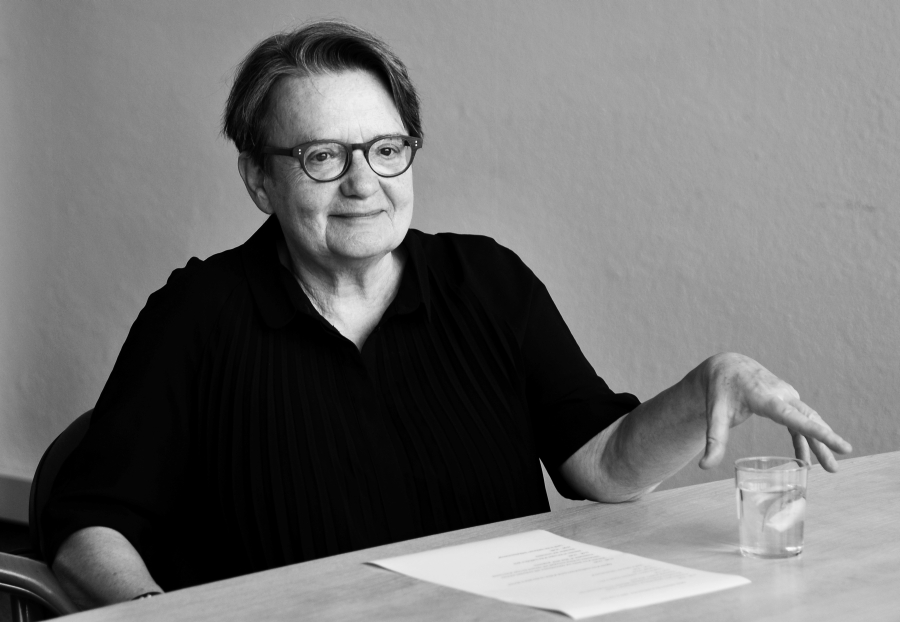
Agnieszka Holland (2014)

2014 inszenierte sie mit Rosemary’s Baby eine Fernsehneuverfilmung des Filmklassikers Rosemaries Baby.
Für den Spielfilm Die Spur, eine Verfilmung des Romans Der Gesang der Fledermäuse von Olga Tokarczuk, erhielt Holland 2017 eine Einladung in den Wettbewerb der 67. Internationalen Filmfestspiele Berlin. Der Film stellt eine frühere Ingenieurin und passionierte Astrologin (dargestellt von Agnieszka Mandat) in den Mittelpunkt, die in ihrem Dorf in den Sudeten eigenständig Nachforschungen zu einer Mordserie an lokalen Jägern anstellt. Holland erhielt dafür auf der Berlinale den Alfred-Bauer-Preis zuerkannt.
Ihr 2023 veröffentlichter Film Green Border, der das verhärtete polnische Grenzregime gegenüber Migranten darstellt, führte in Polen zu einer politischen Kampagne gegen Film und Regisseurin, bis hin zu Hass, der ihr vor allem im Internet begegnete. Ihr wird eine antipolnische Position unterstellt, Hollands Film sei Propaganda im Stile des Nationalsozialismus. Diese Reaktionen sind auch vor dem Hintergrund der Wahlen in Polen im Oktober 2023 zu sehen. Zu den Kritikern gehörten führende Politiker der nationalpopulistischen Regierungspartei PiS, darunter Staatspräsident Andrzej Duda, Vizepremier Jarosław Kaczyński und Verteidigungsminister Mariusz Błaszczak, auch Justizminister Zbigniew Ziobro attackierte Holland. Holland warf daraufhin dem Staatspräsidenten Duda vor, mit seinen abwertenden Kommentaren über einen Film, den er nicht gesehen habe, zur Atmosphäre des Hasses in der polnischen Gesellschaft beizutragen.
Zu ihrer Nachfolgerin als Präsidentin der Europäischen Filmakademie ab dem 1. Mai 2024 wurde Juliette Binoche bestellt. Im selben Jahr wurde Holland in die Wettbewerbsjury der 81. Filmfestspiele von Venedig berufen.
Agnieszka Holland ist die Schwester der Regisseurin Magdalena Łazarkiewicz. Ihr Vater Henryk Holland war ein sozialistischer Soziologe und Publizist. Sie ist verheiratet mit dem slowakischen Film- und Theaterregisseur Laco Adamík. Ihre gemeinsame Tochter Katarzyna Adamik (* 1972) ist ebenfalls Filmregisseurin.

## Filmografie
B = Drehbuch, R = Regie, D = Darsteller

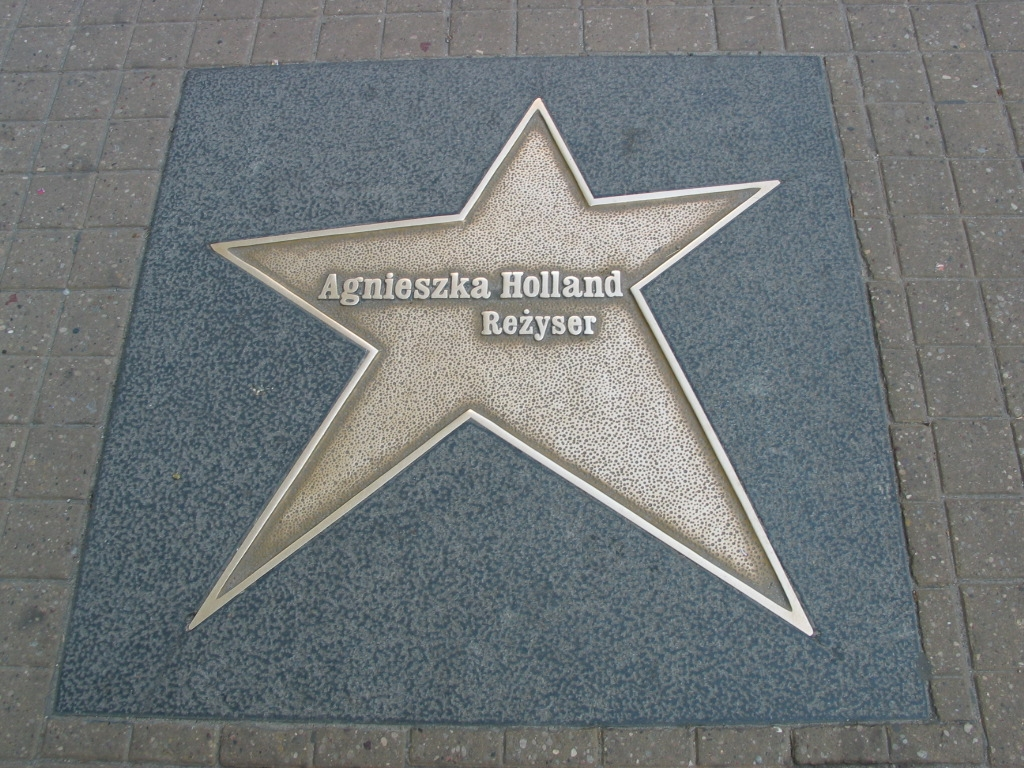
Hollands Stern auf dem Walk of Fame in Łódź

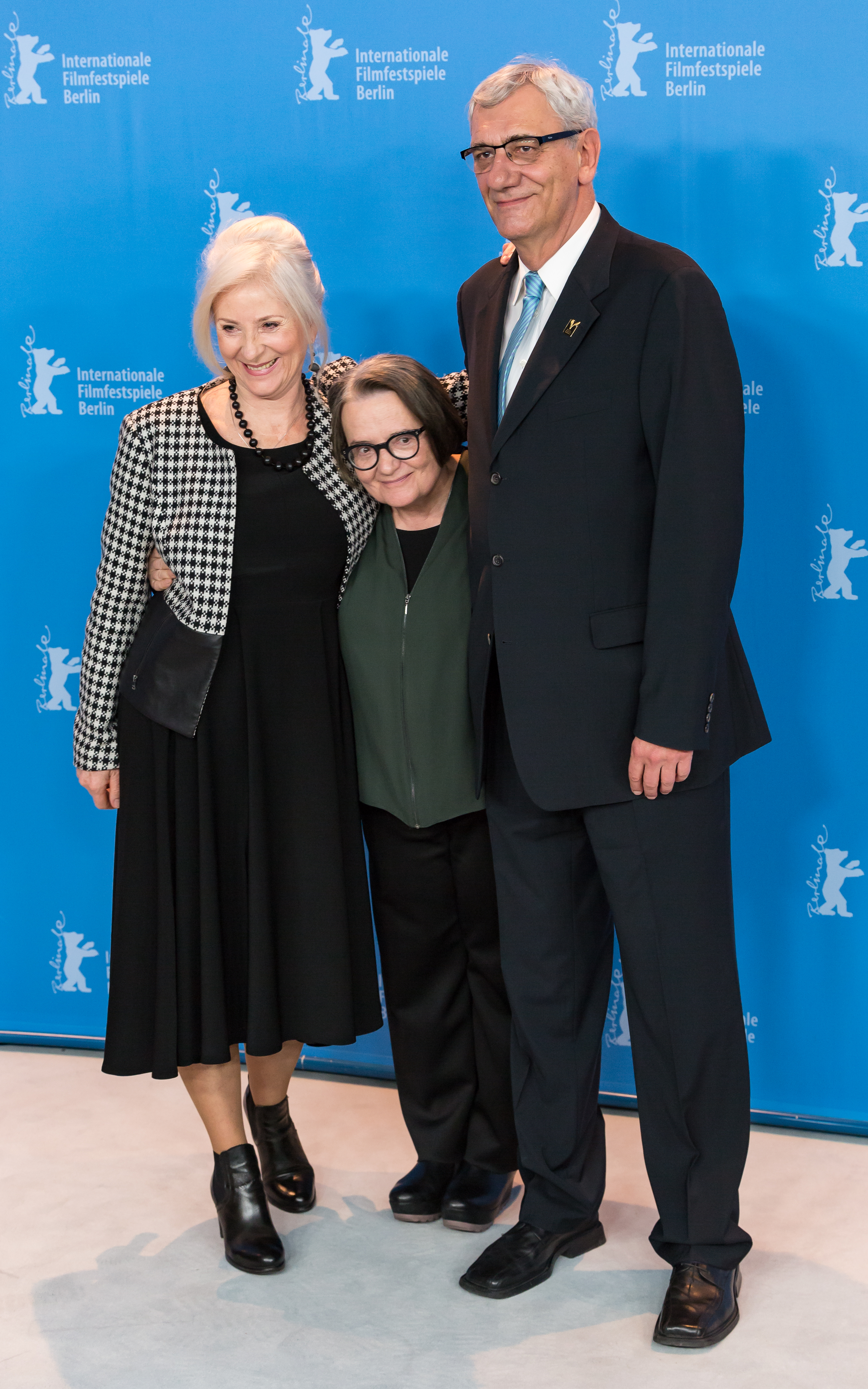
Bei der Vorstellung des Films Die Spur

- 1977: Probeaufnahmen (Zdjęcia próbne) (R, B)
- 1977: Der Weg einer Frau (Coś za coś) (B, R)
- 1978: Christinas Abschied (Okruch lustra) (B)
- 1978: Provinzschauspieler (Aktorzy prowincjonalni) (R, B)
- 1978: Ohne Betäubung (Bez Znieczulenia) – Regie: Andrzej Wajda (B)
- 1981: Eine alleinstehende Frau (Kobieta samotna) (R, B)
- 1981: Die Bitternis der Liebe (Mężczyzna niepotrzebny!) (B)
- 1981: Fieber (Gorączka) (R)
- 1982: Verhör einer Frau (Przesłuchanie) – Regie: Ryszard Bugajski (D)
- 1982: Danton (L’Affaire Danton) – Regie: Andrzej Wajda (B)
- 1983: Eine Liebe in Deutschland (Un amour en Allemagne) – Regie: Andrzej Wajda (B)
- 1985: Bittere Ernte (R, B)
- 1986: Anna… Exil New York (Anna) – Regie: Yurek Bogayevicz (B)
- 1987: Die Dämonen (Les possèdes) – Regie: Andrzej Wajda (B)
- 1988: Der Priestermord (To Kill a Priest) (R, B)
- 1988: La Amiga – Die Freundin (La amiga) – Regie: Jeanine Meerapfel (B: Mitarbeit)
- 1990: Korczak – Regie: Andrzej Wajda (B)
- 1990: Hitlerjunge Salomon (R, B)
- 1992: Olivier (Olivier, Olivier) (B, R)
- 1993: Drei Farben: Blau (Trois couleurs: Bleu) – Regie: Krzysztof Kieślowski (B)
- 1993: Der geheime Garten (The Secret Garden) (R)
- 1995: Perfect Crimes (R, 1. Episode)
- 1995: Total Eclipse – Die Affäre von Rimbaud und Verlaine (Total Eclipse) (R)
- 1997: Washington Square (R)
- 1999: Das dritte Wunder (The Third Miracle) (R)
- 2001: Schuss ins Herz (Shot in the heart) (R)
- 2002: Julia Walking Home (R, B)
- 2004–2008: The Wire (Fernsehserie, 3 Folgen) (R)
- 2006: Klang der Stille (Copying Beethoven) (R)
- 2009: Janosik, Historia prawdziwa (R)
- 2010–2011, 2013: Treme (Fernsehserie, 5 Folgen) (R)
- 2011: In Darkness (W ciemności) (R)
- 2013: Burning Bush – Die Helden von Prag (Hořící keř) (R)
- 2014: Rosemary’s Baby (Miniserie) (R)
- 2015: House of Cards (Fernsehserie, 2 Folgen) (R)
- 2017: Die Spur (Pokot) (R, B)
- 2018: 1983 (Fernsehserie, 2 Folgen) (R)
- 2019: Red Secrets – Im Fadenkreuz Stalins (Mr. Jones) (R)
- 2020: Charlatan (R)
- 2023: Green Border (Zielona granica) (R, D)

## Auszeichnungen (Auswahl)
- Am 21. März 2011 wurde Agnieszka Holland mit dem Komturkreuz mit Stern (Krzyż Komandorski z Gwiazdą) des Ordens Polonia Restituta geehrt.[7]
- Am 24. Februar 2017 wurde Agnieszka Holland mit dem Silbernen Bär - Alfred Bauer Preis für den Film Die Spur (Pokot/Spoor) auf der 67. Berlinale ausgezeichnet. Der Preis würdigt einen Spielfilm, der neue Perspektiven eröffnet.[8]
- 2019: Viadrina-Preis der Europa-Universität Viadrina
- 2023: Spezialpreis der Jury des Filmfestivals von Venedig für Green Border